# Danielle Madam
Danielle Frédérique Madam (Douala, 23 giugno 1997) è una pesista italiana di origine camerunense, 5 volte vincitrice dei campionati italiani giovanili nel getto del peso.

## Biografia

### Origini
Nata a Douala (Camerun) vive a Pavia, dove arrivò all'età di 6 anni insieme al suo fratello gemello, originariamente presso uno zio cui la loro madre li affidò dopo essere rimasta vedova per mano dei familiari del marito, che non approvavano il suo matrimonio. Dopo avere affidato i gemelli allo zio, la madre tornò a lavorare in Camerun, pensando così di aiutare meglio i gemelli.
In seguito alla morte prematura dello zio, i due gemelli furono separati: il fratello fu trasferito in una casa-famiglia di preti, mentre Danielle fu trasferita in una casa-famiglia di suore, dove rimase per 11 anni, fino al raggiungimento della maggiore età. Durante tale periodo, iniziò ad allenarsi nello sport del getto del peso, prima nel cortile della scuola e poi in un campo di atletica, con il permesso delle suore, vincendo a 14 anni il primo titolo di campionessa della Regione Lombardia. Nel 2013, all'età di 16 anni, ottenne il minimo di partecipazione per i mondiali under 18, ma non poté essere convocata per mancanza della cittadinanza italiana.
Nel 2019 Danielle intraprese gli studi in Scienze della comunicazione a Pavia, laureandosi a fine 2022.

### L'ottenimento della cittadinanza italiana
Il 23 settembre 2020 è protagonista di uno sfogo nei confronti della procedura di ottenimento della cittadinanza italiana da parte di cittadini non comunitari: in occasione del caso Suarez, infatti, Danielle aveva manifestato disappunto per la facilità con cui il calciatore uruguaiano avrebbe potuto ottenere la cittadinanza, denunciando una discriminazione nei confronti dei cittadini non comunitari come lei, che, nonostante una permanenza di più di 16 anni in Italia, non aveva ancora potuto ricevere questo riconoscimento.
In seguito a questo episodio, Danielle viene aggredita verbalmente in un bar di Pavia. Il sindaco Fabrizio Fracassi prende le sue difese, inviando al Presidente della Repubblica Sergio Mattarella una lettera in cui chiede di concedere alla ragazza la cittadinanza italiana per residenza. Il 30 aprile 2021, a completamento di un lungo iter burocratico, Danielle riceve la cittadinanza italiana.

### Televisione
Dall'11 giugno all'11 luglio 2021 partecipa, al fianco di Marco Lollobrigida, al programma di prima serata Notti europee, in onda su Rai 1.
Nel 2023 fa da testimonial allo spot della Tim appartenente alla campagna pubblicitaria intitolata "La Forza delle Connessioni", assieme al tennista Matteo Berrettini.
Nel 2025 è una dei concorrenti del reality game di Sky Money Road.

### Moda
Nel 2024 ha partecipato ai Black Carpet Awards 2024 della Settimana della moda di Milano, ottenendo il premio "Leader of Change Culture".

## Atletica

### Carriera
Ha conquistato complessivamente 14 medaglie (di cui 5 d'oro) ai campionati italiani nelle varie categorie giovanili (da allieva a promesse) e nei campionati italiani universitari. A livello assoluto il miglior piazzamento in un campionato italiano è il quinto posto ai campionati indoor del 2018 (outdoor ha invece ottenuto tre settimi posti).

### Campionati nazionali
2013
- Argento ai campionati italiani allievi, getto del peso - 13,12 m
- Argento ai campionati italiani allievi indoor, getto del peso - 13,43 m

2014
- Oro ai campionati italiani allievi, getto del peso - 14,50 m
- Oro ai campionati italiani allievi indoor, getto del peso - 14,10 m

2015
- 7ª ai campionati italiani assoluti, getto del peso - 13,02 m
- 8ª ai campionati italiani assoluti indoor, getto del peso - 12,65 m

2016
- 11ª ai campionati italiani assoluti, getto del peso - 13,28 m
- 10ª ai campionati italiani assoluti indoor, getto del peso - 12,99 m
- Argento ai campionati italiani juniores, getto del peso - 13,34 m
- Bronzo ai campionati italiani juniores indoor, getto del peso - 12,96 m

2017
- 10ª ai campionati italiani assoluti, getto del peso - 13,14 m
- 9ª ai campionati italiani assoluti indoor, getto del peso - 13,20 m
- Bronzo ai campionati italiani promesse, getto del peso - 12,84 m
- Argento ai campionati italiani assoluti indoor, getto del peso - 12,85 m

2018
- 7ª ai campionati italiani assoluti, getto del peso - 13,39 m
- 5ª ai campionati italiani assoluti indoor, getto del peso - 13,74 m
- Argento ai campionati italiani promesse indoor, getto del peso - 13,32 m
- Oro ai campionati italiani universitari, getto del peso - 12,93 m

2019
- 7ª ai campionati italiani assoluti, getto del peso - 12,90 m
- Bronzo ai campionati italiani assoluti indoor, getto del peso - 13,78 m
- Oro ai campionati italiani promesse indoor, getto del peso - 13,45 m
- Oro ai campionati italiani universitari, getto del peso - 12,98 m

2020
- 12ª ai campionati italiani assoluti, getto del peso - 12,94 m
- 11ª ai campionati italiani assoluti indoor, getto del peso - 12,76 m

2021
- 7ª ai campionati italiani assoluti indoor, getto del peso - 13,59 m

2022
- 13ª ai campionati italiani assoluti, getto del peso - 12,13 m
- Bronzo ai campionati italiani universitari, getto del peso - 12,69 m

## Televisione
- Notti europee (Rai 1, 2021)[2]
- Money Road (Sky Uno, TV8, 2025)[17]